# Vẹt đuôi dài

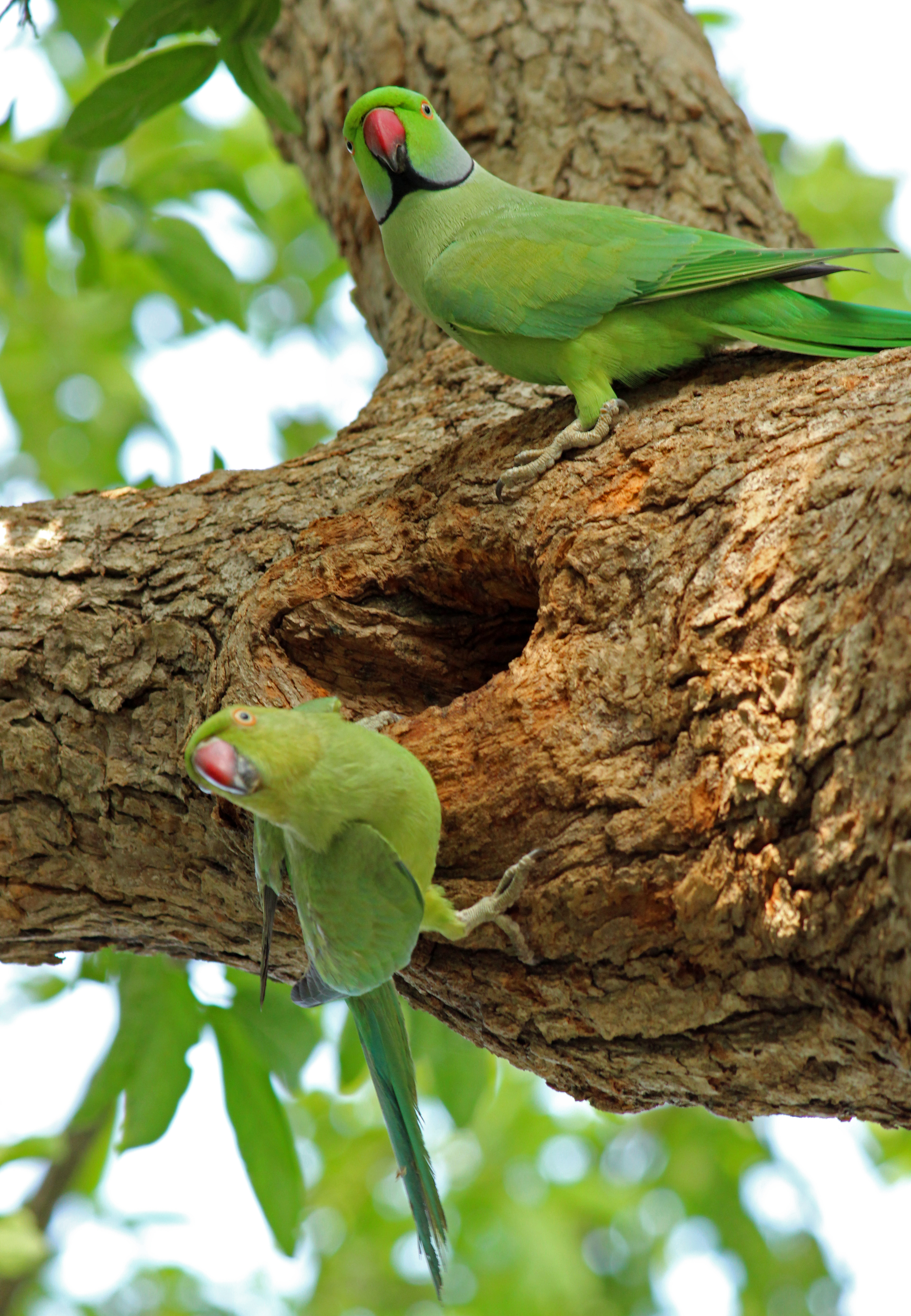
Vẹt đực và cái ở Vedanthangal, Tamil Nadu, Ấn Độ.

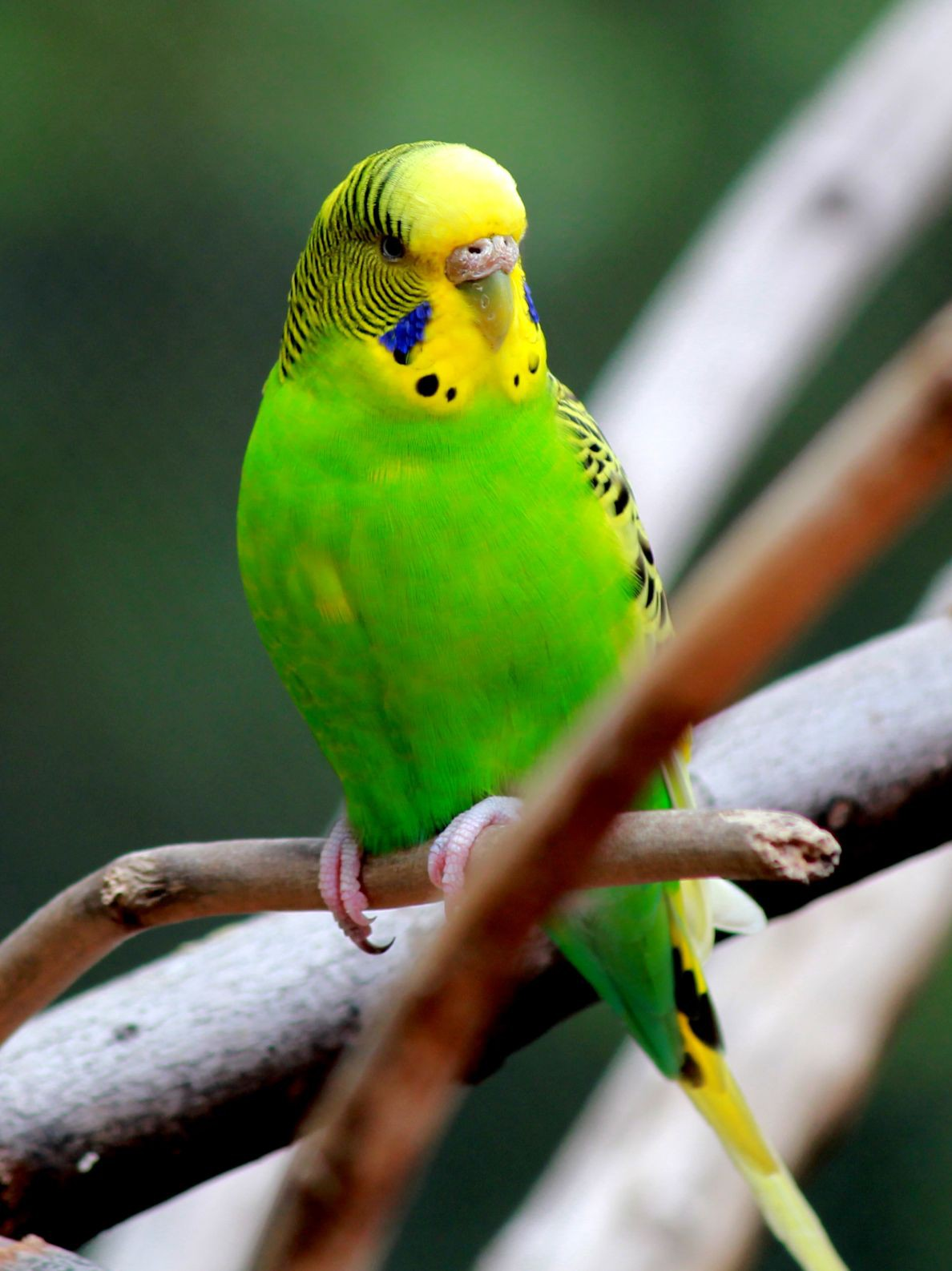

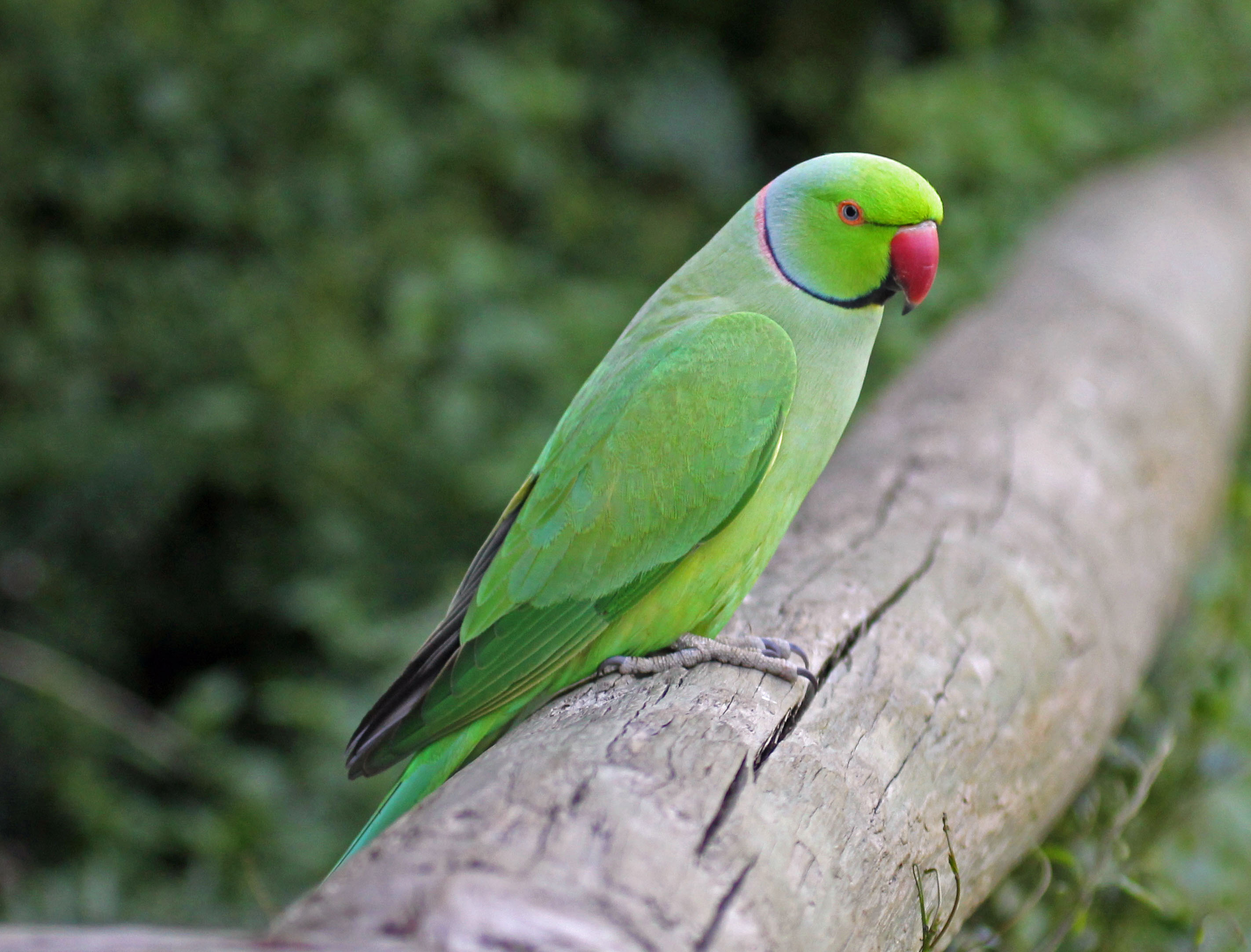

Vẹt đuôi dài (tiếng Anh: parakeet) là từ để gọi các cá thể vẹt kích cỡ nhỏ đến vừa, lông đuôi dài, chiếm số lượng lớn và nằm rải rác ở nhiều chi trong bộ Vẹt.